# Orgels van de Westerkerk in Amsterdam

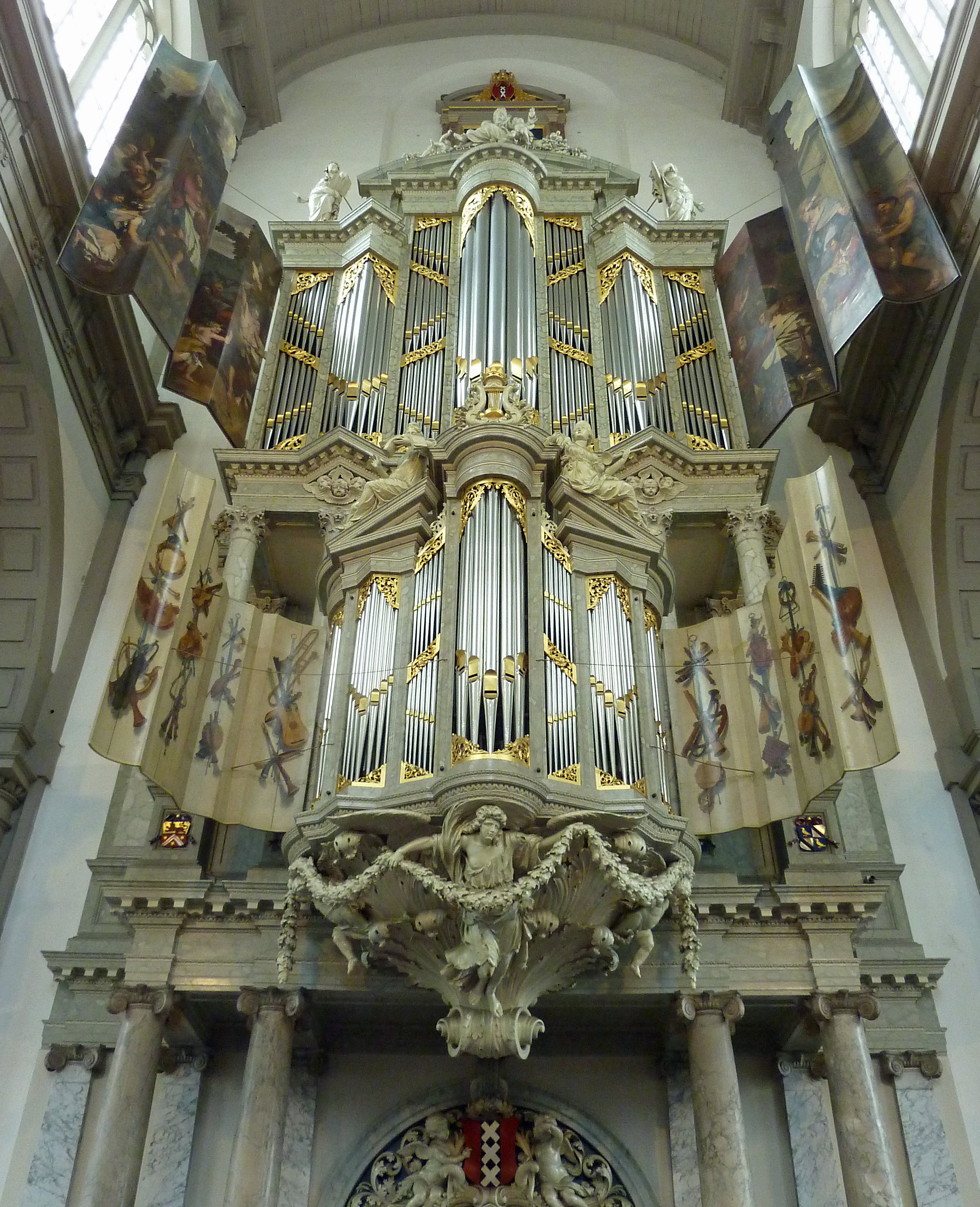
Vooraanzicht hoofdorgel Westerkerk

De Westerkerk in Amsterdam heeft twee orgels, een hoofdorgel en een koororgel.

## Duyschotorgel
Het hoofdorgel is gebouwd door Roelof Barentszn Duyschot en voltooid door zijn zoon Johannes Duyschot. Het werd op 26 december 1686 opgeleverd. In 1727 werd het orgel door Christian Vater, leerling van Arp Schnitger, uitgebreid met een derde klavier, het Bovenwerk. Na vele wijzigingen in de 18e, 19e en 20e eeuw werd het orgel tussen 1989 en 1992 herbouwd door  Flentrop Orgelbouw uit Zaandam. Het oude pijpwerk uit 1686 en 1727 was het uitgangspunt bij de herbouw, maar bijzonder is dat goed pijpwerk uit latere tijden ook in enkele gevallen is gehandhaafd. Zo is het zichtbare pijpwerk in het front van de hand van Hermanus Knipscheer uit 1842 en de Roer-quint 6 op het pedaal waarschijnlijk ook. Bij de laatste schoonmaak werd er door een medewerker van Flentrop in een van die Roer-quint pijpen die open gemaakt was, inscripties gevonden van Knipscheer. In 1895 bouwde Daniël Gerard Steenkuyl het hele orgel om. Het instrument werd toen voorzien van een intern barker-systeem met gebruikmaking van de oude windladen en veel oud pijpwerk werd vervangen.
Bij de herbouw van 1989-1992 werd het oude pijpwerk een halve toon verschoven om het orgel in plaats van a1=460 Hz op a1=440 Hz te kunnen stemmen, dwz 'normale' toonhoogte i.p.v. een halve toon hoger. Tevens werd de evenredig zwevende temperatuur toegepast. Het oude pijpwerk bevindt zich verspreid over vele registers in het orgel. Van de 3800 pijpen zijn er nog 550 origineel. Als meest complete originele registers kunnen worden aangemerkt:
op het Hoofdwerk: de Prestant 8', Quint-edeen 8' en Octaaff 4'. Op het rugpositief de registers: Holpyp 8', Quint-edeen 8' en de Open Fluyt 4'. Op het pedaal de Octaaff 4'. Het Bovenwerk is vrijwel nog geheel van Christiaan Vater, waaronder de beroemde Vox Humana 8'. Uitzonderingen daar op zijn: de Baarpyp 8' van Steenkuyl uit 1895 en de Dolceaan 8' die Flentrop nieuw maakte bij de herbouw. Bij een aantal registers is de discant verdubbeld om meer draagkracht te verkrijgen. (zie de dispositielijst) Tijdens de restauratie van de binnenkant van de kerk in 2018/19/20 is het binnenwerk van het orgel naar Zaandam gebracht bij Flentrop Orgelbouw voor reiniging en deels intonatie van de klank. In het voorjaar van 2020 werd het weer opgebouwd in de kerk en op 18 april 2020 gaf de nieuwe organist Evan Bogerd het ingebruikname concert online op internet omdat de kerk gesloten was (vanwege de Covid 19 virus pandemie). Zie de Youtube site Westerkerk Amsterdam voor de links van de concerten en andere evenementen in het verleden (de laatste). Tijdens het improvisatie concert van Evan Bogerd was een rondleiding in het orgel te zien. Deze staat op youtube. 
Ondanks dat het orgel ruim 50 jaar na de bouw van de kerk werd opgeleverd vormt het architectonisch een eenheid met het kerkgebouw. Het orgel is voorzien van luiken die aan de binnenzijde zijn beschilderd door Gerard de Lairesse (1640-1711). Op het linker luik is koning David afgebeeld die danst en speelt voor de Ark des Verbonds. Op het rechter luik staat de Koningin van Scheba die door koning Salomo ontvangen wordt en geschenken aanbiedt. De buitenzijde van deze luiken is in de 19e eeuw verloren gegaan toen men de luiken wilde verkopen. Op de luiken van het rugwerk staan aan de binnenzijde muziekinstrumenten afgebeeld. Op de buitenzijde grisailles van de vier evangelisten met hun symbolen die ook door Gerard de Lairesse zijn gemaakt.

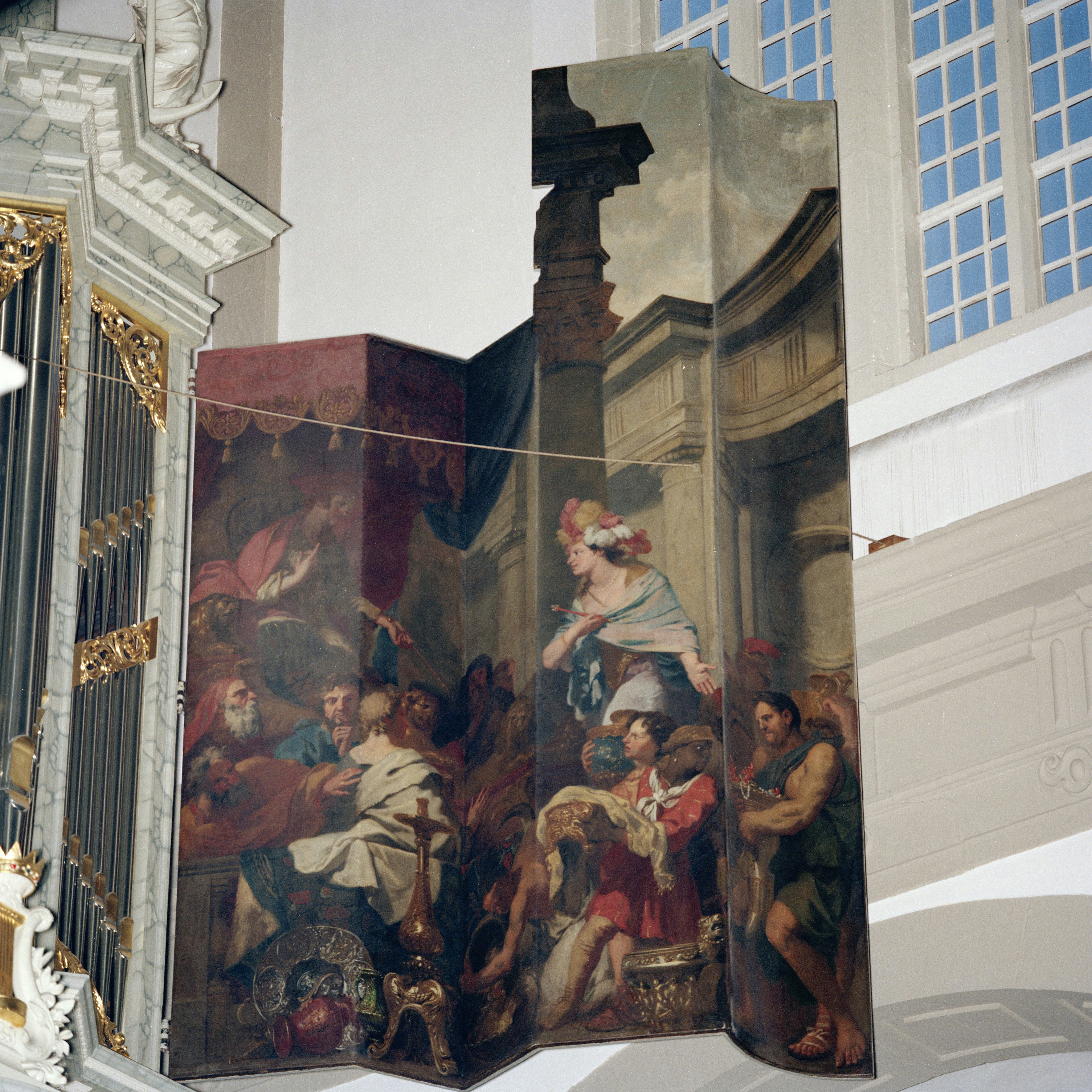
Binnenzijde van het rechter hoofdwerkluik, 'De Koningin van Scheba bezoekt Koning Salamo'. Gemaakt door Gerard de Lairesse, 1686

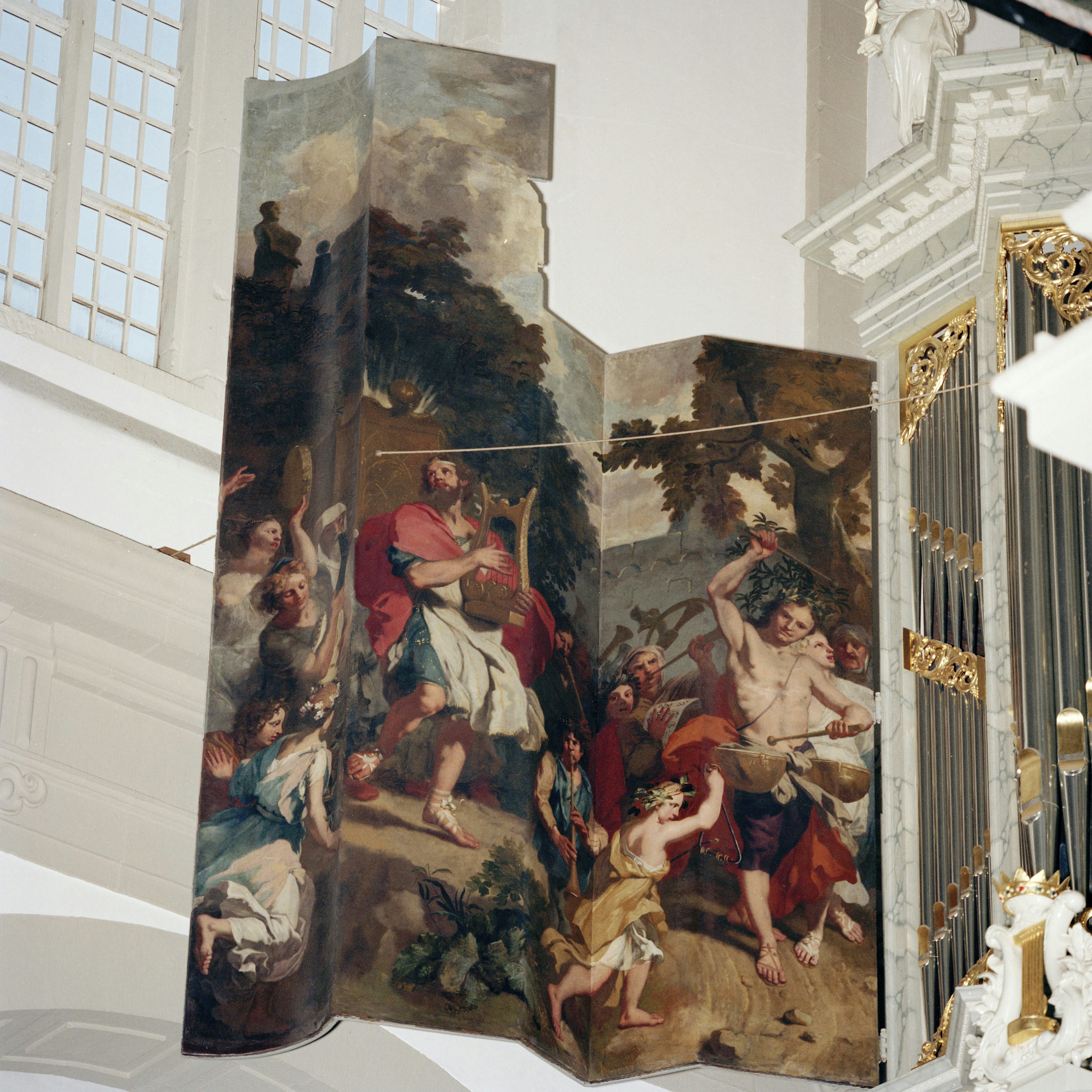
Binnenzijde van het linker hoofdwerkluik, 'De dansende en spelende koning David voor de Ark des verbonds'. Vervaardigd door Gerard de Lairesse, 1686

### Dispositie van het hoofdorgel
| I Rugpositief CDE–d3 |
| Prestant 8′ Dd       |
| Holpyp 8′            |
| Quint-edeen 8′       |
| Octaaff 4′ Dd        |
| Open Fluyt 4′ Dd     |
| Super-Octaaff 2′ Dd  |
| Suflet 1′ Dd         |
| Sexqui-alter II-III  |
| Mixtuur III-VIII     |
| Scharp III-VIII      |
| Scharp IV D          |
| Trompet 8′           |

| II Hoofdwerk C–d3     |
| Prestant 16' Dd       |
| Prestant 8' Dd        |
| Quint-edeen 8'        |
| Octaaff 4' Dd         |
| Nasaet 3' Dd          |
| Super-Octaaff 2' Dd   |
| Mixtuur III-VII B/D   |
| Scharp IV-VII B/D     |
| Sexqui-alter III-IV D |
| Fagot 16'             |
| Trompet 8'            |
|                       |

| III Bovenwerk C–d3 |
| Prestant 8′ Dd     |
| Baarpyp 8′         |
| Quintadeen 8′      |
| Octaaff 4′ Dd      |
| Holfluyt 4'        |
| Quint 3′ Dd        |
| Tertiaan II-III    |
| Ruyspyp III-VI     |
| Waldfluyt 2′ Dd    |
| Dolceaan 8′        |
| Vox Humana 8′      |
|                    |

| Pedaal C–d1   |
| Bordon 16′    |
| Prestant 8′   |
| Roer-Quint 6′ |
| Octaaff 4′    |
| Basuyn 16′    |
| Trompet 8′    |
| Trompet 4′    |

Werktuigelijke registers
- Koppelingen: Rp.-Hw., Hw.-Rp., Hw.-Bw., Ped.-Hw., Ped.-Rw., Ped.-Bw.
- Tremulant (gehele orgel)
- Tremulant Boven (Bovenwerk)
- Tremulant Onder (Rugwerk)
- Afsluiter Bovenwerk
- Ventielen Hw, Rw, en Ped.
- Toonhoogte: a1 = 440 Hz
- Temperatuur: Evenredig zwevend
- Dd = discant is verdubbeld.

## Ds. H.A Visserorgel (Koororgel)

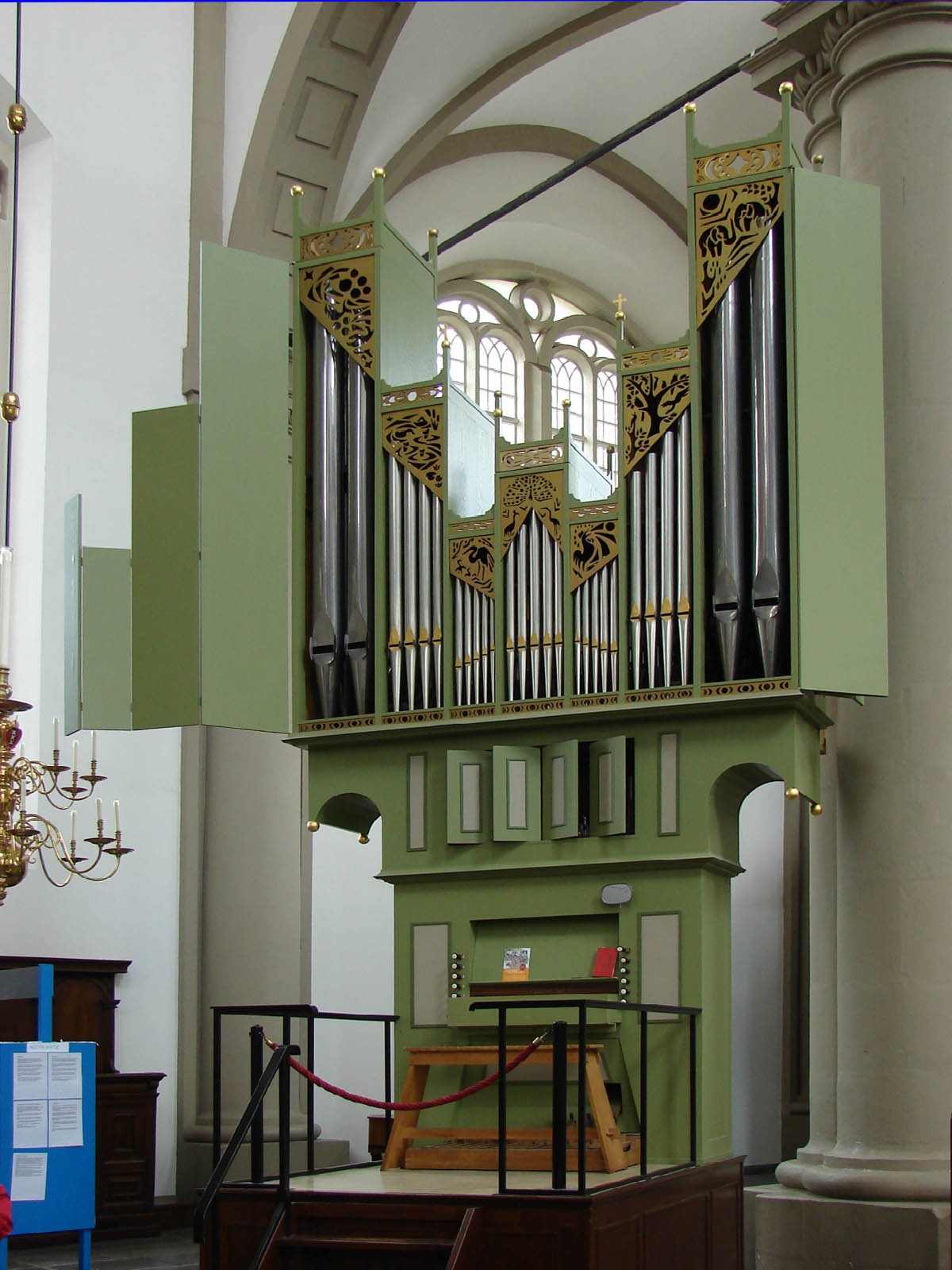
Ds. H.A. Visserorgel, Westerkerk Amsterdam

Sinds 1963 is er ook een koororgel in de Westerkerk. Dit mechanische sleepladen-orgel heeft twaalf registers, verdeeld over twee manualen en pedaal. Het is gebouwd door D.A. Flentrop. Het diende om de Bach-cantates te begeleiden die onder leiding van Simon C. Jansen met het Westerkerkkoor werden uitgevoerd, maar ook om eventueel het toen zeer gebrekkig functionerende hoofdorgel te kunnen vervangen in de eredienst.
In 2001 werd het orgel vernoemd naar Ds. H.A. Visser, de predikant die ervoor gezorgd had dat het in de Westerkerk kwam. In hetzelfde jaar werd het bij restauratie iets gewijzigd. Zo werden de koperen Subbas-pijpen vervangen door exemplaren van lood en werd op het borstwerk de Quintadeen 8' omgewerkt naar een Holpijp 8'. De tot dan onbeschilderde kas van blank eikenhout kreeg, aangepast aan de ruimte, een lichtgroene tint. De intonatie werd geoptimaliseerd.
In 2018 werd duidelijk dat de mechanieken aan restauratie toe waren. Ook de verbindingen tussen de registertrekkers en het inwendige van het orgel waren toe aan grondige revisie. De klavieren werden schoongemaakt en gelakt en het pijpwerk werd gereinigd. De restauratie is gefinancierd door de Vrienden van de Westerkerk. Het orgel begeleidt solisten en kan de samenzang begeleiden tijdens de zondagse diensten als er bijvoorbeeld storing in het grote orgel optreedt. Tijdens de cantatediensten wordt tegenwoordig een kistorgel gebruikt in oude stemming omdat het orkest ook op oude instrumenten speelt.

### Dispositie
| I Hoofdwerk C–g3 |
| Holpijp 8'       |
| Prestant 4'      |
| Gemshoorn 4'     |
| Octaaf 2'        |
| Sesquialter II D |
| Mixtuur III-IV   |

| II Borstwerk (in zwelkast) C–g3 |
| Holpijp 8'                      |
| Roerfluit 4'                    |
| Nachthoorn 2'                   |
| Cymbel I-II                     |
| Regaal 8'                       |
| Tremulant                       |

| Pedaal C–d1 |
| Subbas 16'  |

- Koppel: II/I, I/P, II/P
- Toon hoogte a1 = 440 Hz
- Temperatuur: Evenredig zwevend

Vaste organist en cantor/dirigent (van de Cappella van de Westerkerk) was 1981 tot 2019 Jos van der Kooy. Sinds 1 januari 2020 is Evan Bogerd organist van de Westerkerk.